# Namaluto
Der Namaluto (Rio Namaluto, Namalutu) ist ein Fluss in der osttimoresischen Gemeinde Lautém.

## Verlauf
Der Namaluto entspringt im Suco Cacavei (Verwaltungsamt Lospalos). Im Zentrum von Cacavei mündet in ihn der aus dem Suco Souro (Lospalos) kommende Paunara, der zuvor etwas nördlich sich mit dem Ainarauteu vereinigte; ein Flüsschen, das in Cacavei seinen Ursprung hat.
Weiter nach Süden fließend folgt der Namaluto der Grenze zwischen den Sucos Cacavei im Osten und Fuat (Verwaltungsamt Iliomar) im Westen, später zwischen Lore I (Lospalos) und Iliomar I (Iliomar), bis er schließlich seine Mündung erreicht in die Timorsee erreicht. Von Fuat her fließen in den Namaluto zuvor der Pirusoro und der Irarau. Aus dem Osten erreicht der Tchino den Namaluto, der Grenzfluss zwischen den Sucos Cacavei und Lore I.
Die Quelle des Tchino liegt im Grenzgebiet der Sucos Lore I und Lore II. Im Oberlauf wird der Fluss auch Tehino genannt. Auf seinem Weg nach Westen folgt er der Sucogrenze. Weiter westlich mündet der Grenzfluss zwischen Cacavei und Souro, der Vahuraru, in den Tchino. Der Tchino fällt außerhalb der Regenzeit fast trocken. In der Trockenzeit erscheinen Kies und Gesteinstrümmer, die mit Algen bedeckt sind. Größere Wasserpflanzen fehlen.
Im Westen des Sucos Lore I liegt die Quelle Ira Lafai.

## Fauna
An verschiedenen Stellen des Flusses untersuchten Forscher 2003 und 2006 die Fischfauna und fanden folgende Arten:
Fluss Tchino
- Anguilla reinhardtii
- Awaous melanocephalus
- Belobranchus belobranchus
- Bunaka gyrinoides
- Eleotris fusca
- Kuhlia marginata
- Lentipes sp.
- Sicyopterus hageni
- Sicyopterus longifolis
- Sicyopus zoesterophorum
- Stiphodon semoni

Tchinoquelle
- Anguilla marmorata
- Awaous melanocephalus
- Belobranchus belobranchus
- Eleotris fusca
- Rhyacichthys aspro
- Sicyopterus hageni
- Sicyopterus micrurus
- Sicyopus zoesterophorum
- Stiphodon semoni

Quelle Ira Lafai
- Manilaschläfergrundeln (Giuris margaritacea)